# Bjarne Berger
Bjarne Berger (født 26. april 1888 i Oslo, død 20. maj 1970) var en norsk bokser som boksede for Kristiania Boxeklub.
Han vandt en guldmedalje i vægtklassen sværvægt i NM 1909.